# Coupe du Liechtenstein de football 1983-1984
Navigation
Édition précédente Édition suivante
La coupe du Liechtenstein 1983-1984 de football est la 39e édition de la Coupe nationale de football, la seule compétition nationale du pays en l'absence de championnat.
La finale est disputée à Schaan, le 31 mai 1984, entre le FC Balzers et le FC Vaduz. 
Le FC Balzers remporte le trophée en battant le FC Vaduz. Il s'agit du 7e titre de l'histoire du club dans la compétition, le quatrième consécutif.

## 1ertour
Le FC Balzers est exempté de ce tour.
| Équipe 1          | Résultat | Équipe 2   |
| ----------------- | -------- | ---------- |
| USV Eschen/Mauren | 3 - 1    | FC Ruggell |
| FC Triesenberg    | 1 - 3    | FC Triesen |
| FC Vaduz          | 2 - 0    | FC Schaan  |

## Demi-finales
| Équipe 1          | Résultat | Équipe 2   |
| ----------------- | -------- | ---------- |
| FC Vaduz          | 3 - 0    | FC Triesen |
| USV Eschen/Mauren | 0 - 2    | FC Balzers |

## Finale
| 31 mai 1984 | FC Balzers | 2 - 0 | FC Vaduz | Schaan |  |
|             |            |       |          |        |  |